# Marzena Grabowska
Marzena Grabowska z d. Laskowska (ur. 15 stycznia 1967 w Łodzi) – była polska koszykarka, grająca na pozycji centra.
Marzena Grabowska karierę koszykarską rozpoczynała w ŁKS-ie Łódź na początku lat 80. W 1983 i 1986 wygrywała wraz z tą drużyną mistrzostwo kraju. Kolejne złote medale zdobywała już w barwach Włókniarza Pabianice (1990–1992), do którego przeniosła się w 1989. W 2000 powróciła do swojego macierzystego klubu, by w 2 lata później zakończyć karierę.
Reprezentantka kraju, uczestniczka mistrzostw Europy w 1987.

## Sukcesy
- Mistrzostwo Polski – 1983, 1986 (z ŁKS-em), 1990, 1991, 1992 (z Włókniarzem)